# Esa Vuorinen
Esa Vuorinen, född 25 juni 1945 i Helsingfors, är en finländsk filmfotograf och manusförfattare.
Vuorinen belönades med en Guldbagge i kategorin Bästa foto för sin medverkan i God afton, Herr Wallenberg. Han nominerades till samma pris 1998 (för Svenska hjältar) och 2001 (för Dubbel-8).